# 室町学院高校生徒指導室!!
『室町学院高校生徒指導室!!』（むろまちがくいんこうこうせいとしどうしつ）は、髙枝景水による日本の漫画作品。『ガンガンONLINE』（スクウェア・エニックス）で2009年12月3日更新分から2011年5月19日更新分まで連載された。毎月第1・第3週更新。『ガンガン戦-IXA-』においても2010年夏の陣と冬の陣に掲載された。単行本は全3巻。

## 概要
高枝景水の連載作品。かつての名門校・室町学院高校を舞台に、味のある教師陣と変わった生徒が織りなす、戦国時代と学園ドタバタ劇を掛け合わせた4コマ漫画。作中では「室高」と略される。

## あらすじ
かつての名門校、私立室町学院高校に新校長としてやってきた足利義明。この荒廃した学校を立て直すために全国各地からカリスマ教師を集めるつもりが、味のある教師を集めてしまった。集めた教師たちは「室町学院高校」に来て大暴れするのだった。

## 登場人物

### 教師
足利義昭（あしかが よしあき）
男性。室町学院高校第15代校長。引退した兄である第13代校長の義輝に代わって室町学院高校を立て直そうとしている。兄の義輝が賭けに負けたため、第14代校長は義栄。そのため当初は校長代理。義栄が卒業式の時に不在だったため、なし崩し的に校長へ就任する。書道専任講師の細川藤孝に、「日本全国・カリスマ教師リスト」と間違えられて「前年度日本全国・問題教師リスト」を渡され、教師集めの旅に出発。旅は1月下旬までかかったが、たびたび学校には来ていた。未だに自分の集めた教師はカリスマ教師と思っている。
松永久秀（まつなが ひさひで）
男性。室町学院高校教頭。
顔に傷があり、白いスーツを着て葉巻を吸っているという、一見ヤクザ風の人物。茶釜を大切にしており、そのことに関して信長に脅された後は、態度がおとなしくなった。茶釜の隠し場所を探している。
細川藤孝（ほそかわ ふじたか）
女性。S。書道専任講師として室高で教えている。専任講師のため他の学校でも教えている。書道部と弓道部の顧問である。弓道に関しては段位を持っており、背中で卵が割れるほど背筋がムッキムキらしい。「前年度日本全国・問題教師リスト」を義明に渡した人物で、その後光秀が誤解を解こうとするのを止める等、室高の現状を楽しんでいる節がある。「義輝前校長に恩のある人物」と名乗っているが、実は義輝の姉であり、隠し子。息子の忠興が室高の1-Cに居たりと、謎が多い。「MIKADO」（ミカド）という、さるやんごとなき組織にツテがあり、「前年度日本全国・問題教師リスト」を作成したのはその組織である。
斎藤道三（さいとう どうさん）
男性。英語担当教師。坊主で顎が割れている。自己紹介で「マムシ」というあだ名だった（生徒が理解するまでしつこく教えるという意）と話したものの、定着しなかった。その理由は、まず生徒に何かをやらせ、その都度「DO!!!」と言うことから、「DO三」（ドゥーさん）というあだ名が生徒の間で定着したため。帰蝶曰く、道三の教えは根性論。石油王になりたくて中東に行ったが、石油が出ず、商用英語だけ身に付けたという過去を持つ。

#### 1年
織田信長（おだ のぶなが）
女性。5月12日生まれ。一人称は「オレ」。下戸で甘党。歌声はソプラノ。理科の担当教師で相撲部顧問。新年度から1年A組の担任兼、1年生の学年主任となる。「姿を見せない奴などハナから信じない」という理由で、サンタクロース・幽霊を否定するなど、完璧なまでの理論家。実際、5歳の時に父が化けたサンタを鳴子などの罠を張って捕まえたこともある。野心家で、室町学院高校に転任してきたのは、学校を乗っ取るため。またそれを0.5秒で決めるほど頭の回転も速いが、言葉が足りず、秀吉以外は理解できないこともある。周囲の人間に様々なあだ名をつけており、センスのないあだ名であっても、それを流行らせるほどのカリスマ性がある。受験科目に理科の実技を加えるなど、行動力もずば抜けており、新入生の入試問題作成担当者を決めていた。現場を重視し、役職を嫌う。理科を実学と呼んでいる。また学年主任を任された際に、「名前が古臭い」という理由から、「第六天魔王」という名称に変えさせた。正月には神社に行くが、初詣のためではなく、絵馬を見て「愚民どもめ」とつぶやくのを至福としており、家康からはヒマな人と思われていた。相撲部顧問になったのは、「人間兵器を作る」という目的から。戦闘能力も高く、卒業式の時のお礼参りでは倒した生徒の校章が積まれていた。秀吉曰く下着はピンクや白が多い。本来は美乳という設定だったが、『ガンガンONLINE』のキャラ紹介で「巨乳」と書かれ、それ以来巨乳の設定が定着した。
斎藤帰蝶（さいとう きちょう）
女性。英語担当教師。新年度から1年B組担任。同じく英語担当教師の斎藤道三の娘。可憐な容姿から、一躍アイドルになるかと思われたが、発音指導に厳しく、「No姫」（ノーひめ）と恐れられている。また発音だけでなく、すべて「NO!!」と否定から始める。信長だけが唯一、帰蝶に対してNoと言わせずに、新入生の英語の問題を作らせた。光秀の母が道三の姉であるため、光秀とはいとこの関係。道三のことは「ダディ」と呼んでいる。
徳川家康（とくがわ いえやす）
女性。数学担当教師。新年度から1年D組担任。倹約家。水泳部顧問。寅年、12月26日生まれ。これまで幾つもの問題クラスを更生させてきた、伝説の教師。その実態は、付き人の忠勝、半蔵らの「彼女に危害を加える者は許さない」という過保護から、生徒から恐れられていただけであり、実際は優しい性格。半蔵には体中に知らぬ間にGPSを仕込まれている。付き人達のせいで毎年転任しているため、実は室高が初の2年連続勤務となる。父親は8歳の頃に暗殺され、母親は2歳の時から帰ってきてはいない。秀吉曰く、隠れボイン。食べたらその分、太る体質。弁当は量は少ないが、全体的に茶色い内容で、本人曰く、「かみしめればかみしめるほど味の出るオカズ」。弁当で足りない栄養はサプリで補っているが、量が多い上に、自作のものまである。秀吉からは「家ちゃん」、信長からは「子狸」と呼ばれているが、嫌がってはいない。習い事は古式泳法と鷹狩りぐらいであったため、鷹狩り部のない室高では水泳部の顧問を務める。この年までサンタクロースを信じていたが、秀吉達の発言からいないと知らされる。その後は、付き人達がサンタクロースに扮装している事に気付かない振りをしている。意外と運動神経は良く、サッカーではリフティングを200回以上できるほど。秀吉、信玄、三成を敵、もしくは嫌いな人物と認知している。
羽柴秀吉（はしば ひでよし）
男性。2月6日生まれ、水瓶座のO型。社会科担当教師。新年度から1年E組の担任兼茶道部顧問。座右の銘は「歴史は夜作られる」。スケベでM。歴史の授業が「歴史の三面記事」になっており、男子に人気。フォロー上手の苦労人。信長とは下戸仲間だが、飲み会は好きで、セッティングはものすごく手際がいい。信長の大学時代の後輩で、「サル」と呼ばれている。信長の言葉の意味を判断できる数少ない人間であり、コマの枠外では「織田語翻訳マシーン」と紹介されている。信長との会話に下ネタを混ぜたり、セクハラまがいのことをしたりする怖いもの知らず。しかしながら、彼女と親しくしているのは体が目当てではなく、恩義があるため。かつて、母親と学生である妹と弟のことを考え、教師とは別の職に就こうと思ったこともあったが、信長に呼ばれて室高にやって来た。自分を室高に呼んでくれた信長には感謝している。冬でもシャツで、袖をまくっているが、シャツのセンスは変。茶道部の顧問になったのは、「女子が多そう」という理由から。ちなみに、他の顧問候補は演劇部、水泳部、華道部、手芸部だった。生徒に混じって、昼食後に購買のパン争奪に参加している。食べても太らない体質で、そのため家康に「乙女の敵」と見られている。スケベで下ネタを振るのは得意だが、振られたり、言葉攻めを受けたりするのは苦手。そのため、度々藤孝にからかわれている。現在、信長の手配によってE組に美少女が集められており、サルからヒトへ進化する試練を与えられている。しかし生徒の1人である寧々に好意を持たれており、自分でも手を出さずにいられるか自信がない。ちなみに、教師内では「秀吉がいつまで生徒に手を出さずにいられるか」といったトトカルチョが開かれている。
明智光秀（あけち みつひで）
男性。国語担当教師。下戸。自分達の発言が原因で家康がサンタクロースがいないことを知ってしまった件では必死にフォローするが、フォロー下手のため、逆に泣かせてしまう。数少ない常識人だが、その分苦労人で、卒業した生徒からはよく髪の毛の心配をされる。あだ名は「あけっち」。このあだ名は信長の命名で、本人はセンスの無さから流行るとは思っていなかったが、いつしか室高で大流行し、定着してしまった。教師の中で数少ない、義明の就任以前から室高にいる1人。漢詩が趣味で、信長によって国語の入試問題に自作の漢詩を載せられたが、その漢詩は推敲もせず韻もきちんと踏んでいなかったものだとして、恥じていた。新年の初詣の際、凶と大凶を合わせて3回引き、その後のおみくじは白紙であったという、絶望的なまでに運の無い人物。そのツキの無さは、忘年会ではビンゴで12リーチでNOビンゴという記録を持つほど。
前田利家（まえだ としいえ）
男性。体育担当教師。当初バスケ部、陸上部、空手部、柔道部の4つの部活の顧問であったが後に忠勝が就職したことによりバスケ部と陸上部の顧問に。大柄で温厚な性格だが、実は元ヤンキー。高校3年の時に、当時女子大生の信長に負けたことがきっかけで更生した。元ヤンキーであるためか、礼儀にとてもうるさい。秀吉とは大学の同期であり、信長の後輩でもある。信長からは「イヌ」と呼ばれている。容姿はイケメンで性格も良いため、女生徒から人気があるが、2番手がほとんどである。バレンタインデーには軽トラが必要なほどのチョコを貰うが、そのほとんどは義理チョコや友チョコである。その他にも2番手エピソードが多い。そろばん有段者で、高校の時から家計簿をつけている。

#### 2年
上杉謙信（うえすぎ けんしん）
女性。道徳担当教師。新年度から2年A組担任兼、2年生の学年主任。室高のクールビューティー。野球部顧問。前任は新潟県の春日山高校。義明が連れて来た教師で、毘沙門天以外に興味はないと断言するほどの毘沙門天好き。室高がミッション校と知らされると激怒し、義明を小1時間説教した。信長が学年主任の名称を「第六天魔王」にしたことに対抗して、自分も「毘沙門天」と名称を変更した。毘沙門天を崇拝しており、その崇拝ぶりは、マリア像の代わりに毘沙門天像を用意したり、バレンタインデーのチョコの形を毘沙門天にしたり、成人式の服装が毘沙門天のコスプレだったりするほど。かなり酒に強い。チョコの毘沙門天の造形から、信玄にライバル意識を持たれている。

#### 3年
武田信玄（たけだ しんげん）
男性。美術担当教師。馬術部顧問。3年A組担任兼、3年生の学年主任。前任は山梨のつつじがさき高校。馬術部顧問。信長、謙信が学年主任の名称を変更して自分だけ浮くため、「お屋形様」という名称に変更した。大勢の影武者がいるが、細かいことは口裏を合わせていない場合もある。建築専門で数学もやり、家康の渾身の入試問題を彼女がトイレに行っている30分で解いてしまい、敵と認定された。

### 生徒

#### 1年B組
直江兼続（なおえ かねつぐ）
野球部マネージャー。室高のもう一人の毘沙ラー。但し謙信のように表立ってはいないが、陰で暗躍する。文化祭のテーマを「美の追求」から「毘の追求」に変えた張本人。野球部への入部動機も毘沙門天。景勝の幼馴染。期末考査で三成を抜き、学年首席になる。その頭脳を毘沙門天のために遺憾なく発揮、自作の毘沙門ドリンクバーを作製。

#### 1年C組
長谷川等伯（はせがわ とうはく）
口下手で集団も苦手。文化祭でメイン看板を描きたいがために校舎に大きく描き、信長に気に入られ採用された。

#### 1年D組
井伊直政（いい なおまさ）
服装は赤を基本色としており、制服を特製の赤色を着用。家康のお供その1。家康を守るために水泳部に所属。水着ではなく赤フン派。正宗・小十郎と仲が良いらしい。体育祭では猛者という言葉につられチアに立候補、文化祭では10月に褌で天麩羅を揚げ跳ねた油で熱がるなど向こう見ず。
伊達政宗（だて まさむね）
仙台の名家出身。幼名は梵天丸。野心家であり、室高を乗っ取るために入学。入学式に遅刻、入試にピザの注文など型破りな生徒。幼少期より暗殺に用心するために食事に毒を盛られていた、そのためか眼帯を取ると疑心暗鬼に陥る。仙台駅はすでに伊達家の領地であり、観光バスのバス停に「伊達家第二邸前」などと書かれていたり、許嫁の愛がいたりする。又、伊達家の人間に食事を任せられないということで、料理部に道場破りの入部をする。

## 単行本
1. 2010年6月18日 ISBN 978-4-7575-2895-6
2. 2010年12月22日 ISBN 978-4-7575-3095-9
3. 2011年8月22日 ISBN 978-4-7575-3334-9